# 뉴타촌 (오이타현)
뉴타촌(入田村)은 일본 오이타현 나오이리군에 설치되었던 촌이다. 현재의 다케타시의 일부에 해당한다.